# Тимашев, Александр Егорович
Алекса́ндр Его́рович Тима́шев (3 (15) апреля 1818, Оренбургская губерния — 20 января (1 февраля) 1893, Санкт-Петербург) — генерал-адъютант (1859), генерал от кавалерии (1872); в 1856—1861 годах — начальник штаба Корпуса жандармов и управляющий Третьим отделением Собственной Его Императорского Величества канцелярии; в 1867—1868 годах — министр почт и телеграфов; в 1868—1878 годах — министр внутренних дел Российской империи.

## Биография
Александр Егорович Тимашев происходил из старинного дворянского рода. Родился 3 апреля 1818 года в Оренбургской губернии, где в это время служил и владел имением его отец. Сын генерал-майора Егора Николаевича Тимашева и его жены Екатерины Александровны, урождённой Загряжской.
Образование получил в Благородном пансионе при Императорском Московском университете и в Школе гвардейских подпрапорщиков и кавалерийских юнкеров.
27 сентября 1835 года выпущен из Школы с зачислением на военную службу унтер-офицером в лейб-гвардии Измайловский полк, а через год, 3 декабря 1836 года, произведён в подпрапорщики. 1 сентября 1837 года получил свой первый офицерский чин — прапорщика, 12 сентября того же года переведён в лейб-гвардии Гренадерский полк.

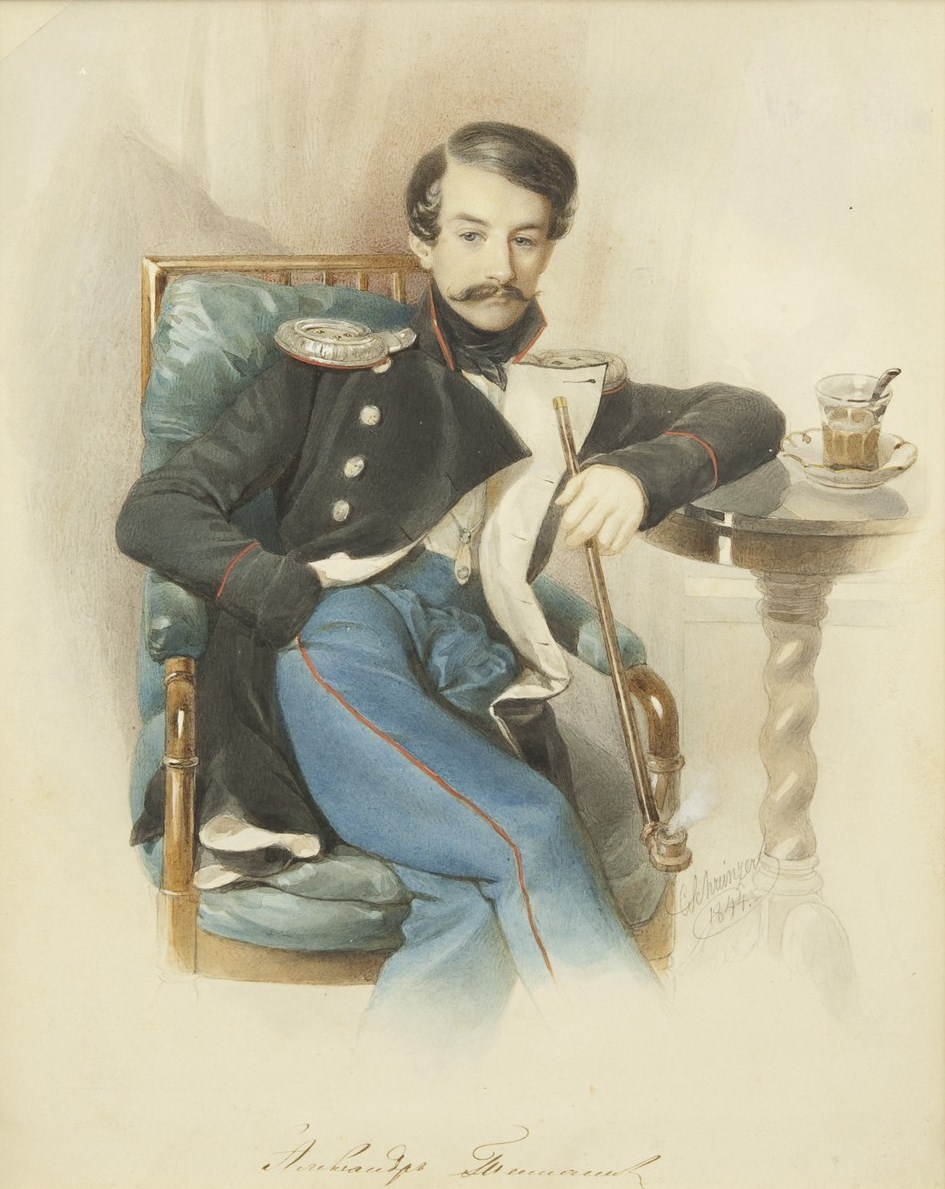
Тимашев в 1844 году. Рисунок Шрейнцера

29 апреля 1840 года переведён в Кавалергардский полк с переименованием в корнеты. 21 апреля 1842 года произведён в поручики.
19 февраля 1844 года Тимашева откомандировали в Отдельный Кавказский корпус, куда он прибыл в апреле. 17—18 сентября того же года принял участие в первом своём сражении с горцами, за которое был отмечен орденом Святой Анны 3-й степени с бантом. Получив 6 декабря 1844 года звание флигель-адъютанта, в январе 1845 года вернулся в Петербург. 21 апреля 1845 года произведён в штабс-ротмистры, а 1 июля 1848 года — в ротмистры.
В эти годы, по званию флигель-адъютанта, регулярно командировывался по империи для выполнения различных поручений, таких как наблюдение за ходом рекрутских наборов, проведения следствий при происшествиях, осмотра войск, поражённых эпидемией холеры, и др. Также неоднократно сопровождал императора Николая I в поездках по России.
18 июня 1849 года отправлен в отряд генерал-лейтенанта Гротенгельма, участвовавший в походе в Трансильванию против восставших венгров. Прибыв к отряду, уже 26—27 июня принял участие в бою у села Кошно, атаке на Быстрицы и в преследовании венгров до Середфильво. 3 июля участвовал в бою при Галаце, 9 июля — в занятии местечка Сафеган и преследовании неприятеля до селения Шаронберк, а 24 июля, командуя двумя эскадронами Елисаветградского уланского полка, разбил неприятельский арьергард у села Шариот.
7 августа 1849 года Тимашев произведён в полковники, а 10 августа был командирован в Шабо, где принял капитуляцию 15-тысячного отряда венгров. 12 августа покинул Венгрию и выехал в Варшаву, где в это время находился Николай I.
6 декабря 1850 года полковник Тимашев получил назначение исправляющим должность начальника штаба 3-го резервного кавалерийского корпуса, с которым после начала Крымской войны принял участие в кампании 1854—1855 годов. 29 августа 1855 года назначен исправляющим должность начальника штаба 3-го армейского корпуса, воевавшего в Крыму. 13 сентября утверждён в должности.
22 сентября 1855 года произведён в генерал-майоры с назначением в Свиту Его Величества, с оставлением в занимаемой должности. 16 февраля 1856 года Тимашеву поручено провести встречу у Каменного моста через Чёрную речку с представителями англо-французских войск для согласования окончательных условий перемирия и определения демаркационной линии.
11 мая 1856 года уволен от должности начальника штаба 3-го армейского корпуса, а 26 августа того же года назначен начальником штаба Корпуса жандармов и управляющим III отделением Собственной Его Императорского Величества канцелярии. 24 сентября 1856 года также назначен членом Главного управления цензуры, а 20 декабря 1858 года — членом Комитета железных дорог.

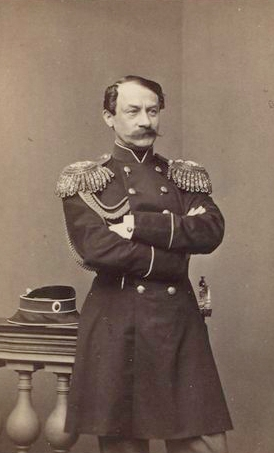
Генерал-адъютант Тимашев

17 апреля 1859 года пожалован званием генерал-адъютанта. С 10 сентября 1859 года временно исправлял обязанности шефа жандармов и главного начальника III отделением. Не ужившись со своим непосредственным начальником, шефом жандармов князем В. А. Долгоруковым, находя его слишком либеральным, а также не согласный с основными принципами крестьянской реформы, Тимашев подал прошение освободить его от должности. 18 марта 1861 года уволен в бессрочный отпуск.
29 мая 1863 года назначен временным Казанским, Пермским и Вятским генерал-губернатором. 30 августа того же года произведён в генерал-лейтенанты. 19 октября 1864 года уволен от занимаемой должности генерал-губернатора, ввиду её упразднения.

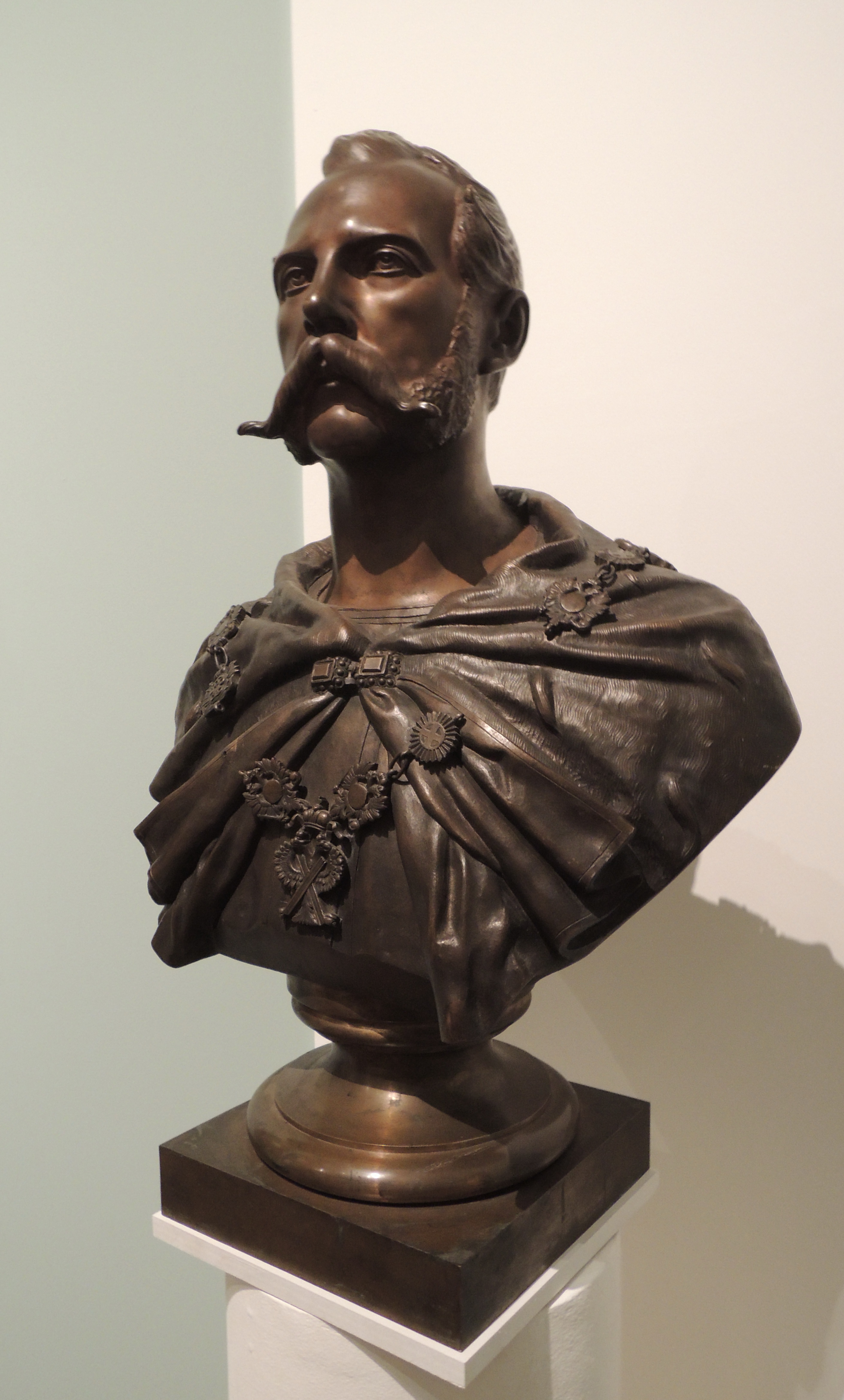
Бюст Александра II работы А. Е. Тимашева

28 февраля 1865 года Тимашев получил разрешение на отпуск «в Россию и за границу, до излечения болезни», с сохранением жалования. Из-за слабого здоровья уехал на юг Франции, где занимался лепкой скульптур и фотографией.
После смерти графа И. М. Толстого, 12 декабря 1867 года Тимашев получил должность министра почт и телеграфов, но уже 9 марта 1868 года министерство было упразднено, с включением его департаментов в состав министерства внутренних дел, а Тимашев назначен министром внутренних дел, вместо Петра Александровича Валуева.
12 июня 1870 года назначен председателем Комитета о губернских и уездных учреждениях, 1 января 1872 года произведён в генералы от кавалерии, 30 апреля 1872 года назначен членом Комитета по делам Царства Польского, в 1876 году — председателем Комитета о применении Городового положения 1870 года в городах прибалтийских губерний.
Во время пребывания Тимашева на посту министра внутренних дел введено городовое положение 1870 года, преобразование крестьянских учреждений в 1874 году, в значительной мере была улучшена почтовая часть, упразднены некоторые генерал-губернаторства, министерству внутренних дел были подчинены губернии Царства Польского, а также начато введение в прибалтийских губерниях в качестве официального и делового русского языка. Был противником буржуазных преобразований, одним из активных организаторов борьбы с революционным и террористическим движением.
27 ноября 1878 года уволен от должности министра внутренних дел, с оставлением в Свите и назначением членом Государственного совета, в котором являлся членом комитета о тюремном преобразовании.
В мае 1883 года участвовал в церемонии коронации императора Александра III и императрицы Марии Фёдоровны. 15 мая, во время Высочайшего выхода в Успенский собор, нёс, совместно с графом Л. Л. Гейденом, порфиру императрицы. В тот же день зачислен в списки Кавалергардского Её Величества полка с правом ношения полкового мундира.
15 февраля 1885 года назначен членом Особого комитета для разработки проекта положения об особых преимуществах гражданской службы в отдалённых краях империи.
Умер 20 января 1893 года в Санкт-Петербурге, похоронен на Никольском кладбище Александро-Невской лавры (по другим данным — в родовом имении Ташла в Оренбургской губернии).
По воспоминаниям современников, «красивой наружности, со значительным состоянием, которое приумножилось после женитьбы на Пашковой, искусно танцуя и обладая талантом рисовать карикатуры, Тимашев довольно скоро стяжал великосветские успехи и сделал успешную карьеру».
Тимашев увлекался лепкой конных статуэток и бюстов. Среди его работ — бюсты великого князя Михаила Павловича и императора Александра II, фигуры императриц Александры Фёдоровны и Марии Фёдоровны. Работы Тимашева экспонировались на академических выставках. В 1869 году был избран почётным членом Академии художеств, а в 1889 году за бюст Александра II и статуэтки из терракоты и мрамора ему присвоили звание академика скульптуры.

## Награды и почётные звания
За время службы генерал-адъютант Тимашев был удостоен многочисленных наград:
- Орден Святой Анны 3-й степени с бантом (20 октября 1844)
- Совершенное императорское удовольствие (5 августа 1847)
- Орден Святой Анны 2-й степени с императорской короной (22 августа 1849)
- Табакерка с алмазами и вензелем императора (13 декабря 1849)
- Высочайшая благодарность (17 сентября 1852)
- Орден Святого Владимира 3-й степени (17 сентября 1852)
- Высочайшее благоволение (28 февраля 1854)
- Высочайшая благодарность (31 марта 1855, по завещанию Николая I)
- Орден Святого Станислава 1-й степени (26 августа 1856)
- Орден Святой Анны 1-й степени с мечами над орденом (30 августа 1857)
- Высочайшие благоволения (26 сентября и 4 октября 1857)
- Орден Святого Владимира 2-й степени (23 апреля 1861)
- Орден Белого орла (30 августа 1864)
- Орден Святого Александра Невского (20 апреля 1869)
- Бриллиантовые знаки к ордену Святого Александра Невского (13 апреля 1875)
- Высочайшая благодарность (19 июня 1875)
- Орден Святого Владимира 1-й степени (27 ноября 1878)
- Орден Святого апостола Андрея Первозванного (29 декабря 1887)

- Медаль «За усмирение Венгрии и Трансильвании» (1850)
- Знак отличия беспорочной службы за XV лет (22 августа 1855)
- Медаль «В память войны 1853—1856» (1856)
- Знак отличия за поземельное устройство государственных крестьян (10 марта 1869)
- Знак отличия за труды по поземельному устройству поселян Бессарабской области (7 июля 1872)
- Золотая медаль «В память освящения Храма Христа Спасителя» (1883)
- Медаль «В память коронации императора Александра III» (1883)
- Знак отличия беспорочной службы за XL лет (23 августа 1889)

Иностранные:
- Австрийский орден Леопольда 2-й степени (1849)
- Шведский орден Меча, большой крест (1868)
- Датский орден Данеброг, большой крест (1869)
- Бельгийский орден Леопольда I 1-й степени (1872)
- Прусский орден Красного орла, большой крест (1873)
- Французский орден Почётного легиона, большой крест (1873)
- Персидский орден Льва и Солнца 1-й степени (1873)
- Австрийский орден Леопольда 1-й степени (1874)
- Итальянский орден Святых Маврикия и Лазаря, большой крест (1874)

Тимашев был избран и утверждён почётным гражданином городов: Казани (13 августа 1864), Вязьмы (3 января 1869), Харькова (30 мая 1869), Скопина (26 декабря 1869), Белгорода (10 апреля 1870), Оренбурга (26 июля 1870), Калуги (25 декабря 1870), Петрозаводска (19 июня 1871), Саратова (29 октября 1871), Нижнего Новгорода (9 августа 1873), Тамбова (9 августа 1873), Гжатска (8 марта 1874), Рыбинска (12 апреля 1874), Одессы (12 апреля 1874), Новгорода (14 июня 1874), Камышина (22 мая 1875), Ростова (25 июля 1875), Екатеринослава (9 января 1876), Пензы (25 января 1876), Саранска (25 января 1876), Смоленска (1878).
27 февраля 1873 года избран почётным членом Псковской Иоанно-Ильинской общины сестёр милосердия, 29 июня 1873 года — почётным членом Общества ревнителей православия и благотворительности в Северо-Западном крае, а 25 ноября 1878 года — почётным членом Императорского общества сельского хозяйства южной России.

## Семья

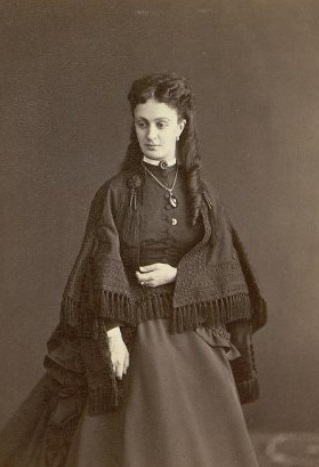
Екатерина Тимашева

Жена (с 10 ноября 1848 года) — Екатерина Александровна Пашкова (03.10.1829—15.10.1899), фрейлина двора, дочь генерал-майора Александра Васильевича Пашкова (1792—1868) от брака с Елизаветой Петровной Киндяковой (1805—1854). По словам Михаила Осоргина, мадам Пашкова «была если не красавица в полном смысле слова, то, во всяком случае, очень видная, привлекательная особа, и как говорили, была предметом платонического обожания всей жизни своего кузена Н. М. Мезенцева». Она была «милое и кроткое существо; занималась детьми и хозяйством», — писала о ней А. О. Смирнова. За заслуги мужа 28 марта 1871 года была пожалована в кавалерственные дамы ордена Св. Екатерины (меньшого креста).
Похоронена в церковной ограде с. Ташлы Оренбургской губернии, в фамильном склепе. В браке родились:
- Николай (1849—1877), был холост.
- Александр (1857—1904), оренбургский губернский предводитель дворянства, шталмейстер.
- Мария (1857—1943), замужем за кавалергардом И. А. Мусиным-Пушкиным.
- Елизавета (род. 17.10.1861, Париж), крестница В. А. Пашкова.

## Поэма А. К. Толстого
В истории русской литературы Александр Егорович Тимашев остался как персонаж сатирической поэмы А. К. Толстого «История государства Российского от Гостомысла до Тимашева», написанной в год его назначения министром внутренних дел (1868). Юмористически гипертрофированная фигура нового министра в изложении Толстого венчает и словно бы «замыкает» русскую историю, добившись, наконец, воцарения на Руси пресловутого «порядка», отсутствие которого на протяжении тысячелетия («Земля наша богата, порядка только нет») рефреном проходит через всё произведение, о чём рассказчик повествует «летописным слогом»:
| Увидя, что всё хуже Идут у нас дела, Зело изрядна мужа Господь нам ниспосла. На утешенье наше Нам, аки свет зари, Свой лик яви Тимашев — Порядок водвори. |

## Память
30 октября 2019 года в Оренбурге напротив здания УМВД по Оренбургской области установлен бюст Александра Егоровича Тимашева.